# Final Fight
Final Fight – gra komputerowa typu beat ’em up z grafiką dwuwymiarową, stworzona przez Capcom w roku 1989 na automaty, później została przeniesiona na wiele innych platform.
W grze jest trzech bohaterów – Cody, Guy oraz Haggar. Haggar to były wrestler i burmistrz Metro City. Gang Mad Gear porwał jego córkę, Jessicę, która jednocześnie jest dziewczyną Cody’ego. Dwóch wcześniej wymienionych bohaterów oraz Guy (bliski przyjaciel Cody’ego) wyrusza, by ją uwolnić.
Wersje na różne platformy znacząco się różniły. Na SNES-ie zabrakło Guya, dopiero wersja "Final Fight Guy" zawierała tę postać (za to nie zamieszczono w niej Cody'ego). W obu wersjach na SNES nie było trybu dla dwóch graczy oraz jednego z terenów. Dodatkowo obecne były różnice regionalne, w tym płeć przeciwniczek, Poison i Roxy, co tłumaczono tym, że bicie kobiet jest niemoralne. Gra była pierwotnie tworzona pod nazwą Street Fighter '89, i pozostaje z nią blisko "spokrewniona" – Guy i Cody wystąpili w kilku częściach Street Fighter (również część przeciwników – Rolento, Sodom, Poison i Hugo Andore, pojawili się w tej serii bijatyk, zaś Haggar wystąpił jako cameo w podserii Alpha).

## Rozgrywka
Rozgrywka w Final Fight jest bardzo typowa dla gatunku, gracz lub gracze idą w prawo, po drodze mierząc się z wieloma przeciwnikami naraz. Na końcu każdego poziomu czeka boss. W walce postacie używają zarówno ataków wręcz, w tym przeróżnych rzutów, kopnięć z wyskoków czy chwytów wrestlingowych w przypadku Haggara, jak i broni znajdowanych po drodze, na przykład gazrurek, noży, czy przeróżnych mieczy. Do tego część przeciwników korzysta z własnych broni – jak Rolento i jego ludzie, używający materiałów wybuchowych, czy ostatni boss, korzystający z kuszy.